# NGC 1655
NGC 1655 је двојна звезда у сазвежђу Бик која се налази на NGC листи објеката дубоког неба.
Деклинација објекта је + 20° 55' 25" а ректасцензија 4h 47m 11,8s. Привидна величина (магнитуда) објекта NGC 1655 износи 13,5.